# James Henry Garland
James Henry Garland (* 13. Dezember 1931 in Wilmington) ist Altbischof von Marquette.

## Leben
James Henry Garland empfing am 15. August 1959 die Priesterweihe für das Erzbistum Cincinnati.
Papst Johannes Paul II. ernannte ihn am 2. Juni 1984 zum Titularbischof von Garriana und Weihbischof in Cincinnati. Die Bischofsweihe spendete ihm der Erzbischof von Cincinnati, Daniel Edward Pilarczyk, am 25. Juli desselben Jahres; Mitkonsekratoren waren die Nicholas Thomas Elko, Weiherzbischof ad personam in Cincinnati, und Edward Anthony McCarthy, Erzbischof von Miami.
Am 6. Oktober 1992 wurde er zum Bischof von Marquette ernannt und am 11. November desselben Jahres in das Amt eingeführt. Von seinem Amt trat er am 13. Dezember 2005 zurück.